# 7e cérémonie des Gérard de la télévision
Les Gérard de la télévision 2012 est la septième édition des Gérard de la télévision, une cérémonie parodique qui récompense chaque année les « pires » produits et personnalités du paysage télévisuel français.
Les nommés sont dévoilés le 22 novembre 2012 et les lauréats le 17 décembre 2012 lors d'une cérémonie à Bobino (Paris) et diffusée en direct sur la chaîne Paris Première.

## Nominations

### Gérard de l'émission de bonnes femmes qui donnent leur opinion
- Le Grand 8 avec Laurence Ferrari (D8)
  - C'est au programme avec Sophie Davant (France 2)
  - La Matinale avec Ariane Massenet (Canal+)
  - Les Maternelles avec Julia Vignali (France 5)
  - Comment ça va bien ! avec Stéphane Bern (France 2)

### Gérard du programme court qui ne l'est pas encore assez
- Roumanoff et les garçons avec Anne Roumanoff (France 2)
  - Soda avec Kev Adams (W9)
  - Nos chers voisins avec Martin Lamotte (TF1)
  - Sophie et Sophie avec Alice Belaïdi et Clémence Faure (Canal+)
  - La Question de la fin avec Baptiste Lorber (Canal+)

### Gérard du vieux châtelain dont on se demande ce qu'il fout à la télé, vu qu'il a plus une tête à jouer du cor dans les chasses à courre, mèche au vent, galopant à bride abattue derrière des lévriers dans la rosée du petit matin le dimanche à Fontainebleau
- Bernard de La Villardière dans Enquête exclusive (M6)
  - Louis Laforge dans Des racines et des ailes (France 3)
  - Patrick de Carolis dans Le Grand Tour (France 3)
  - Stéphane Bern dans Comment ça va bien ! (France 2)
  - Olivier Barrot dans Un livre, un jour (France 3)

### Gérard de l'émission parisianiste pour hipster à moustacheTechnikartet bobo girl néovintageLes Inrocks
- Tracks (Arte)
  - Le Petit journal (Canal+)
  - Paris Dernière (Paris Première)
  - Ce soir (ou jamais !) (France 3)
  - Bref (Canal+)

### Gérard de la personnalité à qui on aurait bien aimé remettre un Gérard, mais voilà, trop tard
- Thierry Roland
  - Jean-Luc Delarue
  - Michel Polac
  - Jacques Antoine
  - Mouss Diouf

### Gérard du GROS MALADE QUI HURLE COMME UN GROS MALADE QUAND THOMAS VOECKLER EFFECTUE UNE REMONTEE FANTASTIQUE DANS LE TOURMALET OU QUAND FRRRRRRRRRRRRANCK RIBERY MET LE BUT DU KOOOOOOOOOO!!!
- Christian Jeanpierre pour le foot (TF1)
  - Denis Balbir pour le foot (M6)
  - Alexandre Delpérier pour le foot (D8)
  - Thierry Adam pour le Tour de France (France 2)
  - Eugène Saccomano pour le foot (Sport 365)

### Gérard de l'animateur sivôplè missiou-dames qui la voudrait une émission sivôplè
- Christophe Hondelatte
  - Guillaume Durand
  - Marc-Olivier Fogiel
  - Patrick Poivre d'Arvor
  - Bataille et Fontaine
  - Karl Zéro

### Gérard de l'émission que tu regardes pour te taper une bonne branlette intellectuelle
- Philosophie avec Raphaël Enthoven (Arte)
  - Ce soir (ou jamais !) avec Frédéric Taddeï (France 3)
  - 28 minutes avec Élisabeth Quin (Arte)
  - Des mots de minuit avec Philippe Lefait (France 2)
  - C dans l'air avec Yves Calvi (France 5)

### Gérard de l'émission que tu regardes pour te taper une bonne branlette tout court
- Le JT avec Laurent Delahousse (France 2)
  - Le Journal du hard avec Donia Eden (Canal+)
  - Hollywood Girls avec Ayem (NRJ 12)
  - La météo du Grand journal avec Doria Tillier (Canal+)
  - Paris Dernière avec Philippe Besson (Paris Première)

### Gérard de l'émission que tu prétends regarder au deuxième degré genre "Putain, les gogols!" mais en fait t'es à fond dedans et tu verses même ta petite larme quand Thierry présente Annie à sa famille
- L'amour est dans le pré (M6)
  - Nouveau look pour une nouvelle vie (M6)
  - Quatre mariages pour une lune de miel (TF1)
  - La Belle et ses princes presque charmants (W9)
  - Belle toute nue (M6)

### Gérard de l'ambulance sur laquelle on va tirer quand même
- Christophe Hondelatte
  - Anne Roumanoff
  - Laurence Ferrari
  - Évelyne Thomas
  - Le Grand Journal

### Gérard de l'émission où on t'explique que t'as tout à apprendre de pygmées de 1,40 m qui ont des frisbees dans les lobes d'oreilles, des anneaux de pêche dans le nez, des plateaux de cantine dans les lèvres, des nichons en forme de banane, plus une dent et la bite dans un tube en bambou
- Rendez-vous en terre inconnue avec Frédéric Lopez (France 2)
  - Échappées belles avec Jérôme Pitorin (France 5)
  - J'irai dormir chez vous avec Antoine de Maximy (France 5)
  - Fourchette & Sac à Dos avec Julie Andrieu (France 5)
  - Pékin Express avec Stéphane Rotenberg (M6)

### Gérard de l'émission dont on n'a jamais entendu parler et c'est normal, elle est surFrance 3
- Le Monde d'Après avec Franz-Olivier Giesbert
  - Avenue de l'Europe avec Véronique Auger
  - L'Ombre d'un doute avec Franck Ferrand
  - Météo à la carte avec Laurent Romejko
  - Les Masters de pétanque

### Gérard de l'animateur embourgeoisé qui se regarde dans le miroir en repensant aux années où il avait des cheveux, des abdos, des idées, l'envie de provoquer, de conquérir le monde, de devenir le nouveauColuche, d'enregistrer un album, de tourner avecNoiret, de monter unPlanet HollywoodavecTom Cruise! ... avant d'aller repasser sa cravate fluo pour son jeu du midi
- Nagui
  - Arthur
  - Cauet
  - Lagaf
  - Christophe Dechavanne

### Gérard de l'animateur, sa vie, c'est de la merde
- Pierre Dhostel, 30 ans de M6 Boutique (M6)
  - George Pernoud, 30 ans de Thalassa (France 3)
  - Thierry Beccaro, 30 ans de Motus (France 2)
  - William Leymergie, 30 ans de Télématin (France 2)
  - Bertrand Renard, 30 ans de Des chiffres et des lettres (France 3)

### Gérard de la touffe
- Sébastien Folin dans Le Lab.Ô (France Ô)
  - Mouloud Achour dans Le Grand Journal (Canal+)
  - Mireille Dumas dans Signé Mireille Dumas (France 3)
  - Stéphane Bern dans Comment ça va bien ! (France 2)
  - Audrey Pulvar dans Le Grand 8 (D8)

### Gérard «nos régions ont du talent»
- Les Bouches-du-Rhône, fournisseurs de cagoles aux tétons percés pour Enquête exclusive (M6)
  - La Picardie, fournisseurs d'obèses dépressifs pour Tellement vrai (NRJ 12)
  - Le Nord-Pas-de-Calais, fournisseur de têtes de nœud premier choix pour Confessions intimes (TF1)
  - La Seine-Saint-Denis, fournisseur de jeunes des quartiers et de rappeurs salafistes pour Enquête d'action (W9)
  - Les Antilles, fournisseurs de participants pour Une famille en or (TF1)
  - Les Cévennes, fournisseurs d'affineurs de calissons et de rémouleurs de clochers pour le JT de Jean-Pierre Pernaut (TF1)

### Gérard du Chevalier de la Légion Donneur de Leçon
- Audrey Pulvar dans Le Grand 8 sur D8 (ex æquo)
- Natacha Polony dans On n'est pas couché sur France 2 (ex æquo)
  - Yann Barthès dans Le Petit journal (Canal+)
  - Mouloud Achour dans Le Grand journal (Canal+)
  - Éric Zemmour dans Zemmour et Naulleau (Paris Première)

### Gérard de l'animateur qui fait de la scène, mais qui ferait mieux de se jeter dedans
- Arthur dans Arthur à la Cigale
  - Cauet dans Picard for ever
  - Julien Courbet dans Julien Courbet crève l'écran
  - Catherine Laborde dans Avec le temps
  - Bertrand Renard et Arielle Boulin-Prat dans Une Lettre bien tapée

### Gérard de la super soirée au El Crétino Circus! Ce soir, venez admirer notre grande ménagerie! Nos ploucs analphabètes, nos chtimis débiles, nos bimbos platines à gros seins refaits, nos petites zazas hystériques! Ils n'ont peur de rien, ils osent tout, pour le plaisir des petits comme des grands! Venez leur jeter des cacahuètes et leur envoyer des SMS lors d'une soirée pleine de rire, ce soir, au El Crétino Circus!
- Qui veut épouser mon fils ? (TF1)
  - La Belle et ses princes presque charmants (W9)
  - Les Ch'tis débarquent à Mykonos (W9)
  - Vous êtes en direct (NRJ 12)
  - Secret Story (TF1)
  - Les Anges de la télé réalité (NRJ 12)

### Gérard de la personnalité qui n'en a aucune
- Machin Lopez
  - Truc Rotenberg
  - Machin-chouette Bouleau
  - Bidule Baddou
  - Chose Romejko
  - Machine Quétier
  - La nouvelle miss météo du Grand Journal, tu sais, l'autre, là. Avec les nichons.

### Gérard de l'accident industriel
- Vous trouvez ça normal ?! avec Bruce Toussaint (France 2)
  - Roumanoff et les garçons avec Anne Roumanoff (France 2)
  - Le Grand 8 avec Laurence Ferrari (D8)
  - Volte-face avec Nagui (France 2)
  - Grand Public avec Aïda Touihri (France 2)

### Gérard du plus mauvais animateur
- Vincent Cerutti dans Danse avec les stars (TF1)
  - Patrick Sabatier dans Les stars du rire s'amusent (France 2)
  - Frédéric Lopez dans La Parenthèse inattendue (France 2)
  - Jean-Marc Morandini dans Vous êtes en direct (NRJ 12)
  - Bruce Toussaint dans Vous trouvez ça normal ?! (France 2)
  - Jérémy Michalak dans On n'demande qu'à en rire (France 2)

### Gérard de la plus mauvaise animatrice
- Laurence Ferrari dans Le Grand 8 (D8)
  - Daphné Bürki dans Le Grand Journal (Canal+)
  - Elsa Fayer dans Qui veut épouser mon fils ? (TF1)
  - Carole Rousseau dans MasterChef (TF1)
  - Catherine Barma dans On n'demande qu'à en rire (France 2)
  - Faustine Bollaert dans 100 % Mag (M6)